# Tristany i Isolda (pel·lícula)
Tristany i Isolda (títol original en anglès: Tristan & Isolde) és una pel·lícula de drama romàntic èpica de 2006 dirigida per Kevin Reynolds i escrita per Dean Georgaris basada en la llegenda romàntica medieval de Tristany i Isolda. Produïda per Ridley Scott (que havia estat treballant en una adaptació des de mitjans de la dècada de 1970) i Tony Scott, la pel·lícula és protagonitzada per James Franco i Sophia Myles, juntament amb un repartiment secundari amb Rufus Sewell, Mark Strong i Henry Cavill. Aquesta va ser l'última pel·lícula de Franchise Pictures abans de fer fallida.
Ha estat doblada al català.

## Sinopsi
L'amor entre una princesa i un guerrer es converteix en un idil·li que posarà en perill la fràgil pau entre Anglaterra i Irlanda.

## Repartiment
- James Franco com a Tristany
  - Thomas Sangster com a Tristany de jove
- Sophia Myles com a Isolda
- Rufus Sewell com a Marc de Cornualla
- Mark Strong com a Lord Wictred
- Henry Cavill com a Melot
- David O'Hara com a rei Donnchadh
- Bronagh Gallagher com a Bragnae